# Каміник Олександр Мойсейович
Олекса́ндр Мойсе́йович Каміник (5 вересня 1931, Одеса, СРСР — 19 серпня 2014, Пардес-Хана-Каркур, Ізраїль) — ізраїльський (до 1994 року — український) шахіст, майстер спорту СРСР (1976), срібний призер чемпіонату України 1965 року.

## Біографія
Олександр Каміник народився в Одесі. Його шаховим тренером був Самуїл Котлерман.

Закінчив історичний факультет Одеського педінституту ім. Ушинського. Працював старшим тренером Школи олімпійського резерву та Палацу піонерів.

Віцечемпіон України 1965 року (7 очок з 11 можливих). Чемпіон ЦР ДСТ «Водник» (1970). Учасник фінальних турнірів ДСТ «Авангард» 1958 року (8 місце), 1980 року (6 місце).

У 1994 році переїхав на постійне проживання в Ізраїль.

Багаторазовий учасник чемпіонатів світу із шахів серед ветеранів. Чемпіон Ізраїлю серед ветеранів (2005).